# 2MASS J08350622+1953050
2MASS J08350622+1953050 ist ein Brauner Zwerg im Sternbild Krebs. Er wurde 2006 von Kuenley Chiu et al. entdeckt. Er gehört der Spektralklasse L4,5 an.